# 후브스굴호

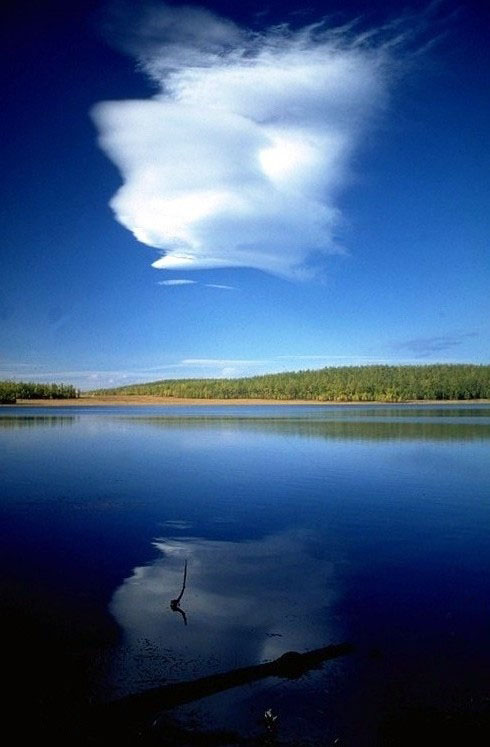
후브스굴 호

후브스굴 호(몽골어: Хөвсгөл нуур, 훕스글 노르)는 몽골 북서부 후브스굴 주에 위치한 호수로 면적은 2,760km2, 최대 길이는 136km, 최대 너비는 36.5km, 최대 수심은 267m, 평균 수심은 138m, 저수량은 480.7km3이다. 호수 이름은 투바어로 "파란 물"을 뜻한다. 러시아 국경과 가까운 지점에 위치하며 바이칼 호와 후브스굴 호를 함께 묶어서 "자매 호수"라고 부른다.
후브스골 호수의 전체 면적의 70%가 수심 100m 이상이며 겨울엔 호수 전체가 얼어 자동차로 라이딩을 즐길수 있다.